# خوان بيريز (لاعب كرة قدم)
خوان بيريز (بالإسبانية: Juan de Dios Pérez)‏ هو لاعب كرة قدم بنمي في مركز الوسط، ولد في 1980 في مدينة بنما في بنما. شارك مع منتخب بنما لكرة القدم. أما مع النوادي، فقد لعب مع نادي جوفنتودي.

## وصلات خارجية
- خوان بيريز (لاعب كرة قدم) على موقع الاتحاد الدولي (مؤرشف)  (الإنجليزية)
- خوان بيريز (لاعب كرة قدم) على موقع قاعدة بيانات كرة القدم.إي يو (الإنجليزية)
- خوان بيريز (لاعب كرة قدم) على موقع ناشيونال فوتبول تيمز (الإنجليزية)
- خوان بيريز (لاعب كرة قدم) على موقع Soccerway.com (الإنجليزية)